# Десин село
Десин село (на сръбски: Десин Село) е село в Босна и Херцеговина, разположено в община Требине, в ентитета на Република Сръбска. Населението му според преброяването през 2013 г. е 17 души, от тях: 17 (100,00 %) сърби.

## Население
Численост на населението според преброяванията през годините:
- 1961 – 13 души
- 1971 – 13 души
- 1981 – 10 души
- 1991 – 5 души
- 2013 – 17 души